# CATA Línea Aérea
CATA Línea Aérea fue una línea aérea de origen argentina con base en Buenos Aires. Operó vuelos nacionales regulares o chárter, desde su base en el Aeropuerto de Morón, así como desde aeropuerto Internacional Ministro Pistarini, Aeroparque Jorge Newbery, aeropuerto Almirante Marcos A. Zar y aeropuerto Internacional Ingeniero Ambrosio Taravella.
Su flota estaba compuesta por aviones Fairchild Hiller FH-227, F-27J y un IAI Arava entre otros. 

## Historia
La aerolínea fue fundada y comenzó a operar en 1986. Era en su totalidad propiedad del Grupo Pesquera ICS Argentina. Todos los vuelos fueron suspendidos en 2006, y la quiebra fue declarada oficialmente el 28 de marzo de 2008.
El 27 de octubre de 2003, un Fairchild FH-227 matrícula LV-MGV operando como el Vuelo 760 de CATA Línea Aérea sufrió un accidente fatal partiendo de Ezeiza en la madrugada con cinco pasajeros, no hubo sobrevivientes.